# Peperomia hirtipetiola
Peperomia hirtipetiola är en pepparväxtart som beskrevs av C. Dc.. Peperomia hirtipetiola ingår i släktet peperomior, och familjen pepparväxter. Inga underarter finns listade i Catalogue of Life.